# Ingegerd von Norwegen
Ingegerd von Norwegen, auch Ingegerd Haraldsdatter oder Ingegerd Haraldsdotter († um 1120) war durch Heirat nacheinander Königin von Dänemark und Königin von Schweden.

## Familie
Ingegerd war eine Tochter des norwegischen Königs Harald III. (1015–1066) und seiner Gemahlin Elisabeth von Kiew, Tochter des Großfürsten Jaroslaw des Weisen. Ihre Tante war die französische Königin Anna von Kiew.
In erster Ehe war Ingegerd mit dem dänischen König Olaf I. (1058–1095) verheiratet. Nachdem ihr Mann unter mysteriösen Umständen gestorben war, ging sie zurück nach Norwegen. Mit dem schwedischen König Philipp I. († 1118) ging sie eine weitere Ehe ein.